# شهرستان اریگاو
شهرستان اریگاو (به لاتین: Erigavo District) یک منطقهٔ مسکونی در سومالی‌لند است که در سناج (سومالی) واقع شده‌است.